# Voo National Airlines 470
O voo National Airlines 470 foi um voo regularmente programado entre Tampa e Nova Orleães, que caiu em 14 de fevereiro de 1953, após encontrar turbulências graves. O acidente foi o pior da história da National Airlines, matando 46 (5 tripulantes e 41 passageiros), entre eles a viúva do cartunista Billy DeBeck.

## Eventos
O Douglas DC-6, prefixado N90893, colidiu com o Golfo do México, 20 milhas (32,2 quilômetros) perto de Mobile Point a caminho de Nova Orleães. O navio USCGC Blackthorn ajudou nas operações de busca e recuperação. A National Airlines não mantinha seu próprio departamento de meteorologia, como era padrão entre as empresas aéreas da época, e seus pilotos não eram informados da força da tempestade em que estavam voando.